# Emanuele Naspetti
Emanuele Naspetti, född 24 februari 1968 i Ancona, är en italiensk racerförare. 

## Racingkarriär
Naspetti körde några formel 1-lopp för March säsongen 1992. Året efter körde han ett lopp för Jordan, Portugals Grand Prix 1993, vilket han dock fick bryta på grund av motorproblem. 

## F1-karriär
| Säsong | Stall/Tillverkare | Poäng | Placering |
| ------ | ----------------- | ----- | --------- |
| 1992   | March-Ilmor       | 0     | –         |
| 1993   | Jordan-Hart       | 0     | –         |